# Graham Vearncombe
Graham Vearncombe (Cardiff, 28 de março de 1934 - 30 de novembro de 1992) foi um futebolista galês que atuava como goleiro.

## Carreira
Graham Vearncombe fez parte do elenco da Seleção Galesa de Futebol na Copa do Mundo de 1958.